# サリドマイド
サリドマイド（英語: thalidomide）とは、非バルビツール酸系の化合物で、催眠作用と免疫系の増強・調節作用や腫瘍細胞の自滅誘導作用・増殖抑制作用などを持ち、抗多発性骨髄腫薬、ハンセン病の2型らい反応治療薬としても知られ、現在でも妊婦や妊娠前以外には活用されている。
世界では1957年にコンテルガン、日本では睡眠薬イソミン（1958年発売）や胃腸薬プロバンM（1960年発売）として販売されたが、妊婦が服用した場合にはサリドマイド胎芽症の新生児が生まれる世界規模の薬害サリドマイド禍が起きたため、日本では1962年9月に該当商品は販売停止された。その後1965年には、サリドマイドがらい性結節性紅斑に一時抑制効果が確かめられた。
サリドマイド事件から40年後の1998年、アメリカ食品医薬品局（FDA）は、ハンセン病に対する医師の処方薬としての使用を承認した。1999年には多発性骨髄腫（骨髄がん）への臨床試験が行われ、日本でも2008年サレドカプセルの商品名で再承認され、使用にあたって「サリドマイド製剤安全管理手順」の遵守の下で処方される。

## 概要
西ドイツのグリュネンタール社が開発し、1957年に発売した。
胎児に催奇形性を起こすメカニズムについては、長い間謎に包まれていたが、2010年に半田宏（東京工業大学）と小椋利彦（東北大学）らにより、サリドマイドがプロテアーゼの一つ、E3ユビキチンリガーゼを構成するセレブロンというタンパク質と結合して、その働きを阻害することを発見し、解明された。その結果、手足の形成を促す増殖因子FGF8や転写因子SALL4、PLZFなどが分解されることにより、胎児に奇形を引き起こすと考えられている。
薬害サリドマイド禍を受け、1960年代には各国で販売が中止されたが、その後の研究により催奇形性や薬理作用、光学異性体による活性の違いなど各方面での理解が進み、現在では抗悪性腫瘍薬や免疫調整薬として再承認され、後継薬の開発も進んでいる。

## 化学的性質
サリドマイドは一般名であり、化合物名は3'-(N-フタルイミド)グルタルイミドである。水に溶けにくい針状結晶。無水フタル酸とアミノグルタルイミドの縮合反応により合成できる。分子中に1個の不斉炭素を持ち、R体とS体の鏡像異性体が存在する（R体はCAS番号[2614-06-4]、S体はCAS番号[841-67-8]）。
thalidomide（サリドマイド）の名前は、「.alpha.-(N-Phthalimido)glutarimide」からきている。なお、大日本製薬（株）は、N-フタリル・グルタミン酸イミドと表記していた。これは、「N-Phthalyl Glutamic Acid Imide (K17)」によっている。

## 効能又は効果
日本におけるサリドマイド製剤の効能・効果は、サレドカプセル添付文書によれば以下のとおりである。
- 再発又は難治性の多発性骨髄腫
- らい性結節性紅斑
- クロウ・深瀬（POEMS）症候群[13]

抗悪性腫瘍薬としては、セレブロンの基質特異性を狂わせる結果、B細胞や T細胞の分化に必須の転写因子Ikaros/IKZF1、Aioros/IKZF3などのユビキチン化を引き起こし、これらの選択的分解の誘導により特にB細胞由来の腫瘍である多発性骨髄腫に対して高い効果を発揮することが明らかとなっている。
サリドマイドやその誘導体であるレナリドミド、ポマリドミドは、免疫系細胞の分化・生存に重要な因子の発現変化を介して免疫系への調節作用を有することから、免疫調整薬（Immunomodulatory drug／IMiD）と総称される。

## 光学異性体と薬理作用の関係
市販のサリドマイドは等量のR体とS体が混ざったラセミ体として合成される。現在の技術ではR体とS体の光学分割による分離、および一方のみを選択的に合成する不斉合成も可能である。
1979年には、R体が催眠作用のみを持ち、S体が催奇性だけを現すという報告がなされたが、1994年の報告は、R体のみを投与しても比較的速やかに（半減期566分）動物体内でラセミ化すると報告している。
サレドカプセルは、ラセミ体のまま製品化されている。したがって、サレドカプセル添付文書の警告欄では、「本剤の胎児への暴露を避けるため」、「サリドマイド製剤安全管理手順」が定められていることを明記している。その上で、医療関係者、患者やその家族などすべての関係者が、この手順を遵守することを求めている。

## 妊婦への副作用

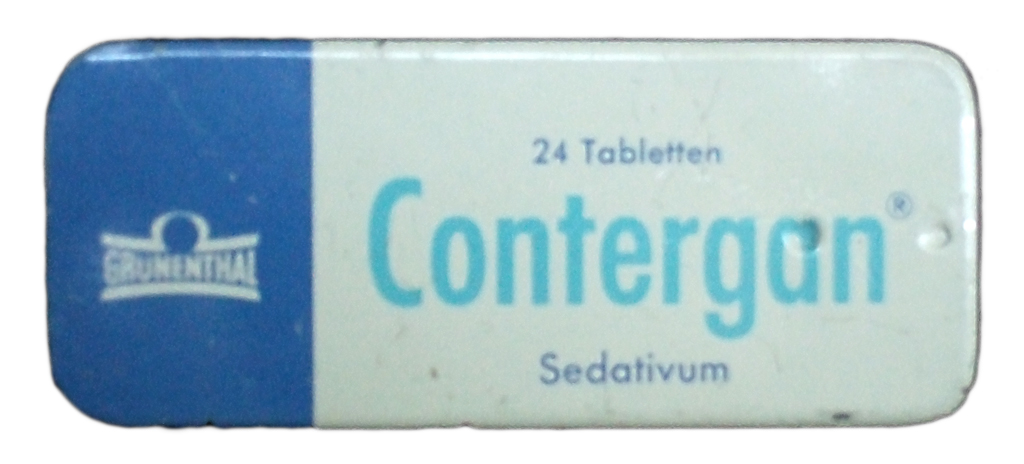
コンテルガン

サリドマイドは、1957年（昭和32）10月、グリュネンタール社（西ドイツ、当時）から、商品名「コンテルガン（contergan）」として発売された。その後、世界各国で代理店別あるいは単剤・合剤ごとに異なった商品名で販売された。販売国数は40か国以上とされるが、確実なのは20か国ほどである。
日本では、催眠鎮静剤「イソミン」（単剤）として1958年1月に発売された。その後、胃腸薬「プロバンM」（合剤）として1960年8月に追加発売された。
発売当初、サリドマイドの催奇形性については何ら考慮されておらず、世界各国で多くの妊婦が服用した。
日本においても、イソミン（睡眠薬）／プロバンM（胃腸薬）共に、妊婦の「つわり」に多く使用されたのは確実と思われる。ただし、両剤共に、つわりに対する使用割合は不明である。

### 薬害サリドマイド禍

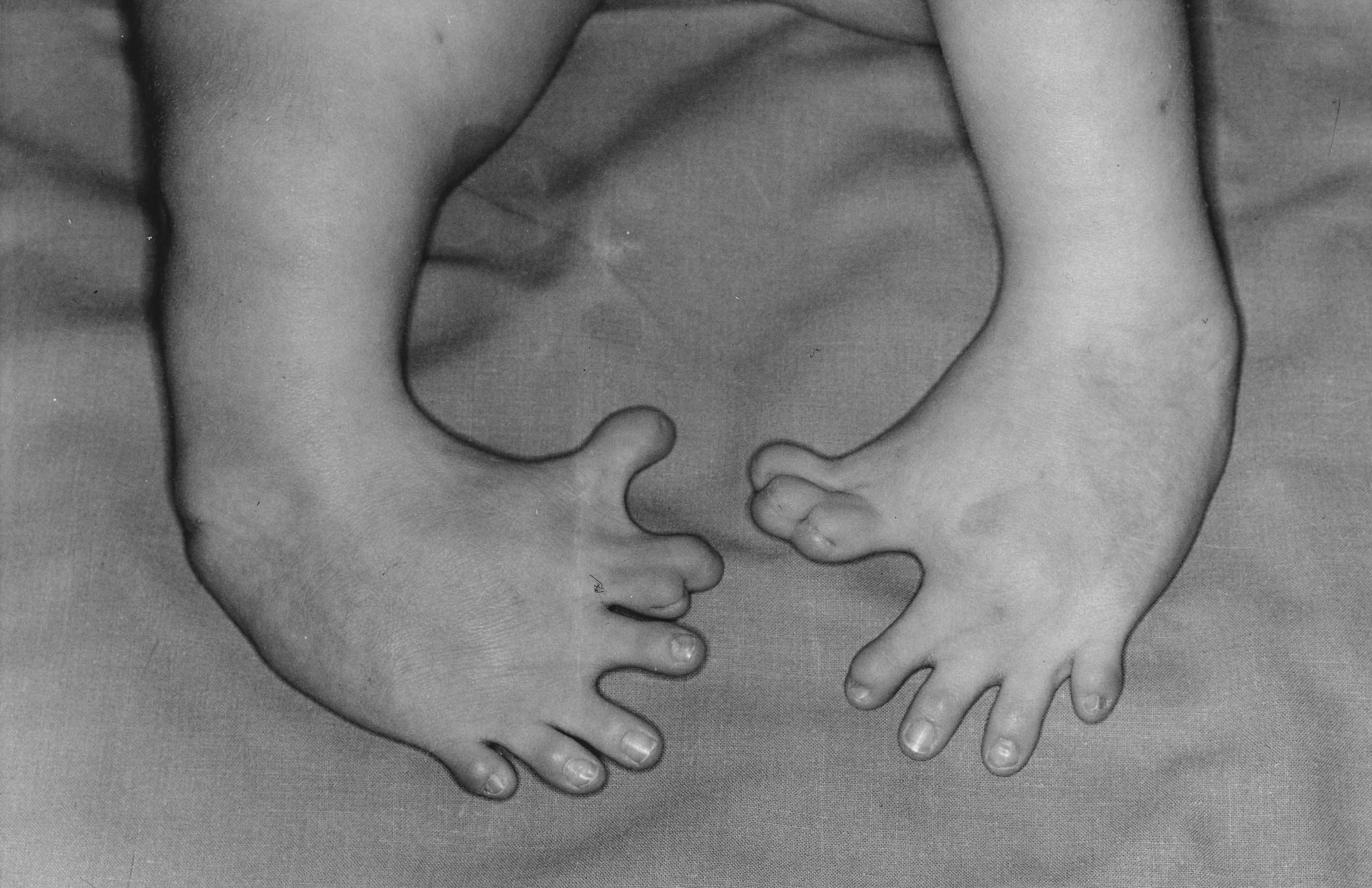
妊娠中にサリドマイドを服用した母親が産んだ新生児

ところが、疫学調査（レンツ警告）から先天異常「サリドマイド胎芽症」や胎児死亡といった催奇性と因果関係があると報告された。日本では1962年（昭和37年）9月に、販売停止と回収が行われた。その時点で、すでにレンツ警告から約10か月経過していたが、この間、全国規模の疫学調査は一切行われなかった。つまり、販売中止を判断するために必要なデータが、国・製薬メーカーによって集められることはなかった。

### 各国における被害と対応の内容

#### 西ドイツ
西ドイツにおける生存被害者は、3,049人とされている。
- 1957年
  - 10月1日 - グリュネンタール社、コンテルガン販売開始[22]。

- 1961年
  - 6月22日 - ヴィドキント・レンツ（ドイツ語版）博士、息子とめいが共にフォコメリア(アザラシ肢症)という青年弁護士から相談を受ける[23]。
  - 11月9日 - レンツ博士、本格的な調査開始（助手としてナップ博士が同行）[24]。
  - 11月15日 - レンツ博士、グリュネンタール社へ電話。「コンテルガンに催奇形性の疑い有り、直ちに全製品を回収すべき」と警告[25][26]。
  - 11月18日 - レンツ博士、小児科学会地方会で報告（ただしこれは、ほかの演者の発表に対する討論会の際に短い論評として発表したもの。コンテルガンの名前も出してはいない）[27][28]。
  - 11月20日 - グリュネンタール社、レンツ訪問。午後からは、ハンブルク州政府の保健省[注 3]の代表も加わり、三者会談が行われる[29][30]。
  - 11月24日 - ノルトライン＝ヴェストファーレン州内務省（デュッセルドルフ）[注 4]にて、三者会談[31][32]。
  - 11月25日 - UPI通信の誤報（ノルトライン＝ヴェストファーレン州内務省がコンテルガンの使用を禁止した）[33][34]。
  - 11月26日 - 西ドイツの新聞に特ダネ掲載（薬剤による奇形：世界的に流通している薬に疑惑あり）[33][35]。
    - 同日 - グリュネンタール社、コンテルガンの販売中止（回収）を決定[36]。

  - 11月30日 - 専門家委員会が開かれる（デュッセルドルフ）[37]。

#### 日本
日本の認定被害者（生存者）は、309人である（1981年5月最終確定）。ただし、この309人以外にも生存被害者のいる可能性がある。
- 1958年
  - 1月20日 - 大日本製薬（現在の住友ファーマ）、鎮静・催眠剤「イソミン」の商品名で販売開始[39]。鎮静・催眠剤イソミン（単剤）：25mg錠（1錠中サリドマイド25mg含有）、10％散（1g中サリドマイド0.1gを含有する10倍散）[11][注 5]。
- 1960年
  - 8月22日 - 大日本製薬（株）、胃腸薬「プロバンM」を販売開始。胃腸薬「プロバンM」（合剤）：抗コリン性鎮痙薬の臭化プロパンテリン（英語版）7.5mg＋サリドマイド6mg含有製剤[39]。
- 1961年
  - 12月4日 - グリュネンタール社から、コンテルガン回収の連絡が大日本製薬（株）に届く[40]。
  - 12月6日 - 大日本製薬（株）・厚生省で協議の結果、販売中止せず（販売継続）[41]。
- 1962年
  - 1月12日 - 大日本製薬（株）、学術課長を西ドイツに派遣[42][注 6]。
  - 1月30日 - 同課長、レンツ博士と面談せず帰国[43]。
  - 2月6日 - 同課長、「レンツ博士の警告には科学的根拠がない」と厚生省に報告[44]。
  - 5月17日 - 大日本製薬（株）、製品の出荷停止[注 7]。朝日新聞夕刊のスクープ記事「自主的に出荷中止／イソミンとプロバンM」[45]が、日本におけるサリドマイド事件の第一報とされている[46]。
  - 5月18日 - 朝日新聞朝刊「イソミン問題の背景」、「悪影響の実例、日本ではない」として、日本国内のサリドマイド被害者の存在を否定[47]。
  - 5月25日 - 厚生省通達「サリドマイド製剤について」、「国内ではまだ患者についての報告が一件もない」[48][49][50]。
  - 5月29日 - 大日本製薬（株）、新聞各紙に鎮静・催眠剤「イソミンについて」謹告を掲載。「妊娠初期三ヶ月の御婦人は、この間のみ服用をさけられた方が望ましい」[51][52]。結局この時点で、販売中止の決定はなされなかった。それまでに出荷された製品は回収されることなく、店頭でも販売され続けた[53]。
  - 7月21日 - 梶井正博士の論文、英国の医学雑誌「The Lncet（ランセット）」[54]に掲載、日本国内のサリドマイド被害者について英文にて初めて公表。
  - 8月28日 - 読売新聞スクープ記事「日本にも睡眠薬の脅威」、梶井論文が国内のマスコミで初めて紹介される[注 8]。
  - 9月13日 - 大日本製薬（株）、サリドマイド製剤の販売中止（および回収）決定[55]。
  - 同年末までに被害者がイソミンとプロバンMの製造許可に対し法務局に人権侵害を訴えるが、法務省人権擁護局は「侵害の事実なし」と結論。
- 1963年
  - 5月 - 厚生省の製薬課長、西ドイツでレンツ博士と面会[56][注 9]。
  - 6月17日 - 大日本製薬（株）を被告として最初の損害賠償請求訴訟が名古屋地裁にて提訴される[注 10]。
- 1974年
  - 10月13日 - 原告・被告双方の間で和解確認書に調印（63家族）。
  - 10月26日 - 東京地方裁判所にて和解成立。11月20日までに、全国8地裁（東京を含む）全てで順次和解が成立。

#### アメリカ合衆国
- 1960年
  - 8月1日 - 薬理学者ケルシー博士、FDAで勤務開始（医務担当官として）[57]。
  - 9月8日 - 米国メレル社、FDAにサリドマイド製剤の承認申請を提出[58]。

ケルシー博士は、当初、安全性を示す動物実験が不十分であると判断したため「追加データを求め、承認を保留」した。その後、ケルシーは、多発神経炎に関するフローレンスの新しい論文を読んで、催奇形性に注目するようになる。その結果、「サリドマイドは成人に神経障害を引き起こすのだから、胎児にはより影響が出やすいということではないのか」と考えた。
- 1962年
  - 8月3日、米国メレル社、FDAへの承認申請取り下げ[63]。
  - 8月4日、ケネディ大統領、ケルシー博士に大統領勲章を授与すること決定（同月8日授与式）[64]。

米国のサリドマイド被害者（治験などによる）の数は、資料ごとに異なっている。

#### その他の国における被害
- イギリス - 被害者456人
- カナダ - 被害者115人
- スウェーデン - 被害者107人
- 中華民国（台湾） - 被害者38人。台湾の被害者は、すべて大日本製薬のイソミンとプロバンMによる。大日本製薬が1億8,350万円の損害賠償金を支払うことで、和解が成立した。

### 被害者数
全世界での被害者数には、以下のような説がある。
全世界での被害者は約3,900人、30%が死産だとされているので、総数はおよそ5,800人とされている。

#### 「いしずえ」公式Webサイト
公益財団法人「いしずえ」（サリドマイド福祉センター）の公式Webサイトでは、「全世界で3900例と報告され、30％の死産があったので総数は5800と推定されています」と記載している。

#### レンツ文献
「いしずえ」公式Webサイトが出典としているレンツ文献（Lenz 1988）の中に、「30％の死産」や「総数は5800と推定」といった数値は見当たらない。
これに対して、レンツ文献の同一箇所について、「3,900例が生存している。死亡率は40％程度と算出されることから、全世界の発生は5,850症例と考えられる」と翻訳（引用）している書籍がある。
レンツ文献では、別途、死亡率〈約40％〉と読み取れる表や、国別の生存被害者数を掲載している。それらによると、生存被害者の小計（19か国分）は、4,165症例になる。

### 法改正
サリドマイド事件は、1962年にアメリカ合衆国連邦法の食品・医薬品・化粧品法の改正につながり、医薬品の承認において「適切で十分に制御された2回の試験」にて有効性を示すことが必要となった。これを受けて、日本でも1967年に同様に改正される。
また、サリドマイドでは安全性の試験について捏造や虚偽があったため、アメリカ合衆国で1978年にはGood Laboratory Practiceという、臨床試験における安全性の信頼性を確保するための基準が制定された。

## 再評価
1965年、イスラエルの医師が偶然ハンセン病患者に鎮痛剤としてサリドマイドを投与したところ、ハンセン病患者に多発する難治性の皮膚炎（らい性結節性紅斑）に劇的に効くことが確かめられた。
1998年には、アメリカ食品医薬品局（FDA）がハンセン病の急性症状として、らい性結節性紅斑（2型らい反応あるいはENLともいう）の一時抑制薬として、同時に副作用防止の登録制の管理システムの下で承認した。ハンセン病（らい病）の患者が多いブラジルでも、再びサリドマイドが、らい性結節性紅斑（ENL）一時抑制薬として認可された。
1989年に、がん患者の体力消耗や食欲不振の原因である、腫瘍壊死因子α (TNF-α) の阻害作用が発見された。また1994年に、サリドマイドには血管新生阻害作用があることがわかった。これは奇形を発生させる原因となっている可能性がある一方、がん組織への毛細血管の成長を阻害するとの仮説から着目され、抗がん作用について、1999年に多発性骨髄腫（骨髄がん）への臨床試験が行われ効果が認められた。
サリドマイドが奇形を引き起こすのは、胎児の手足の末端の血管新生が阻害されて十分に成長しないためであると考えられている。この仮説に着目して、抗がん剤としての利用が試みられている。がん細胞は急速に分裂増殖時に、通常行われない新たに血管を引いてきて栄養を補給しようとする血管新生作用をサリドマイドで妨げることで、がん細胞の増殖を抑えようという発想であった（実際のがん患者=骨髄腫瘍では、血管新生作用の阻害は不明で、疫学的には有用と判断され多発性骨髄腫の治療では併用薬として標準治療になっているが、その作用機序の完全な解明までには至っていない）。
2005年1月21日、厚生労働省薬事・食品衛生審議会は、藤本製薬による申請を受けて、サリドマイドを希少疾病用医薬品に指定した。藤本製薬は2005年8月から、サリドマイドを多発性骨髄腫の治療薬として、治験を開始すると明らかにした。同社は2006年6月30日に治験を終え、8月8日、厚生労働省に製造販売の承認申請を行った。
申請を受けて厚生労働省は、安全管理方策について「サリドマイド被害の再発防止のための安全管理に関する検討会」および医薬品等安全対策部会において検討を行い、2008年9月18日に以下の条件の下で、サリドマイドの製造販売を再承認する方針を明らかにした。
- 承認を申請した藤本製薬が、患者・医師・薬剤師を登録し、処方量や服用量を管理する。
- 妊娠の可能性のある患者には、処方の前に妊娠の有無を検査する。(男女とも、一定期間は避妊を徹底する。)
- 飲み残さず、不要になったら返却する。

など。
2008年10月3日、厚生労働省「薬事・食品衛生審議会 薬事分科会」は、「藤本製薬によるサリドマイド製剤の治療薬としての製造販売承認を可として差し支えない」と厚生労働大臣へ答申した。2008年10月16日、厚生労働省は、多発性骨髄腫の健康保険適応の治療薬としてサリドマイドの製造販売を承認した。しかし、藤本製薬の発売する同薬は安全管理のためとして、サレドカプセル100は、1錠の薬価が6,570円（同様の安全管理を行うイギリスの10倍程度）となった。
薬害防止への観点から、日本での使用では「サリドマイド製剤安全管理手順」(Thalidomide Education and Risk Management System: TERMS)の遵守が求められている。日本への個人輸入は、医師の指示がない限り禁じられている。

## 研究事例
その他サリドマイドは、さまざまな疾患への効果が期待されている。
- ヒト免疫不全ウイルスの増殖抑制
- 糖尿病性網膜症と黄斑変性症の予防
- 各種のがんに対する抗がん作用
- 各種のがん悪液質（カヘキシー）への改善効果[78]への期待

## 著名な「薬害サリドマイド禍」患者
荒井貴
父・荒井良の著書『タカシよ手をつなごう』（1965年）『貴への手紙――サリドマイド児成長の記録』（1970年）のほか、テレビでも紹介された。
吉森こずえ
国際年の1つ「国際障害者年」の1981年に「NHK特集」で紹介された。料理も足だけでできる。
白井のり子
2006年3月まで熊本市役所に勤務。現在は講演会等で活躍。ドキュメント映画『典子は、今』が制作された。
増山ゆかり
医薬品新販売制度の円滑施行に関する検討会構成員。全国薬害被害者団体連絡協議会に所属し、講演会等で活躍。
トーマス・クヴァストホフ
ドイツのバリトン歌手。身長134cm。
マット・フレイザー
イギリスのミュージシャン、俳優。
アルヴィン・ロウ
カナダのラジオキャスター。
トニー・メレンデス
ニカラグア出身のギタリスト。腕が無く、足だけで演奏する。